# Candid Girl -浅香唯 in Australia-
『Candid Girl -浅香唯 in Australia-』（キャンディッド・ガール あさかゆい・イン・オーストラリア）は浅香唯の2作目のミュージック・ビデオ。1988年7月1日にマイカルハミングバードからリリースされた。

## 解説
- 同年6月1日に発売されたオリジナル・アルバム『Candid Girl』のイメージ・ビデオ。
- 写真集『C-GIRL』の撮影と共に、このビデオもオーストラリアのハミルトン島周辺とシドニーで撮影された。
- 浅香のファーストキスの映像が収められている（魚とのキス）。
- 「勇気」はこのビデオ用の新曲として収録されたが、後にベスト・アルバム『シングル・コレクション』、CD-BOX『浅香唯大全集 THE COMPLETE BOX』に収録、また2010年に再発売されたオリジナル・アルバム『Candid Girl』の紙ジャケットCDにもボーナストラックとして収録された。
- 2010年、デビュー25周年記念の一環として初DVD化された。

## 収録曲
1. C-Girl
2. 勇気
  - 作詞: 森雪之丞、作曲: 中崎英也、編曲: 中村哲
3. All My Love
4. Narration -First Kiss-
5. Cry On
6. Sunrise to Sunset
7. Narration -Australia-
8. Heartbreak Bay Blues
9. Believe Again